# КК Левен берс
КК Левен берс (енгл. Leuven Bears) је белгијски кошаркашки клуб из Левена. Из спонзорских разлога од 2010. пун назив клуба гласи Стела Артоа Левен берс (Stella Artois Leuven Bears). У сезони 2014/15. такмичи се у Првој лиги Белгије.

## Историја
Клуб је основан 1999. године. Редовно се такмичи у Првој лиги Белгије, али за сада у њој није забележио значајније резултате. Победник је Купа Белгије за 2005. годину.
На међународној сцени имао је једно учешће у ФИБА Еврочеленџу и то у сезони 2005/06, али је испао већ у првој групној фази.

## Успеси

### Национални
- Куп Белгије:
  - Победник (1): 2005.

- Суперкуп Белгије:
  - Финалиста (1): 2005.

## Познатији играчи
- Џамел Меклин